# Tipula (Vestiplex) malla malla
Tipula (Vestiplex) malla malla is een ondersoort van de tweevleugelige Tipula (Vestiplex) malla uit de familie langpootmuggen (Tipulidae). De ondersoort komt voor in het Oriëntaals gebied.